# Упрощение процедур торговли
Упрощение процедур торговли - это упрощение формальностей, процедур и соответствующий обмен информацией и документами между различными партнерами в цепи поставок.
Несмотря на длинный период исследования упрощения процедур торговли до сих пор не разработано единого определения «упрощение процедур торговли».
Под упрощением процедур торговли может пониматься изменение физической инфраструктуры, в частности создание портов и железных дорог и др. и нефизической инфраструктуру, в том числе прозрачность, которая сосредотачивается на процедурах границы и на логистике движущихся товаров через границы .
Определения упрощения торговли, использованные международными организациями, могут значительно варьироваться. Каждая международная организация разработала собственное определение упрощения процедур торговли.
ВТО не предоставила формальное определение содействия торговле, хотя Сингапурская Конференция министров 1996 года разрешила исследовательскую работу над упрощением торговых процедур, чтобы оценить объем для правил ВТО в этой области. Вместе с тем считается, что ВТО ориентировано на упрощение, гармонизацию и модернизацию таможенных процедур. 
Основные темы переговоров ВТО  и проекта соглашения по упрощению процедур  торговли включают  разъяснение значения  статей  ГАТТ  V  по  свободе транзита, ст. VIII по снижению формальностей и ст. Х по публикации законов, правил и процедур для внешней торговли; специальный и дифференцированный подход для разных  стран  при  внедрении  мер;  сотрудничество  между  таможенными  и  другими властями  и  повышение  компетентности  таможенных  органов;  публикация  и доступность  информации;  консультации  с  бизнесом;  предварительные  решения; апелляционные  процедуры;  выпуск  и  таможенная  очистка  товаров;  сборы  и формальности в отношении импорта и экспорта; консульская легализация документов; сотрудничество между пограничными органами; свобода транзитного передвижения; таможенное сотрудничество и др.
В 2012 году Европейская экономическая комиссия ООН дала следующее определение: «Упрощение, стандартизация и согласование процедур и связанных с ними информационных потоков, необходимых для перемещения товаров от продавца к покупателю и осуществления платежей» (см. http://tfig.unece.org/details.html).

## Принципы упрощения процедур торговли
Прозрачность
Прозрачность деятельности правительства способствует открытости и подотчетности действий правительственных и административных органов. Прозрачность предполагает раскрытие информации способом, обеспечивающим легкий доступ для общественности к информации и беспрепятственное пользование данными.
Упрощение представляет собой процесс устранения всех ненужных элементов и дублирования в торговых формальностях, процессах и процедурах. Оно должно быть основано на анализе текущей, «реальной» ситуации.
Гармонизация предполагает унификацию национальных процедур, операций и документов с международными конвенциями, стандартами и практиками. Одним из способов достижения гармонизации является принятие и внедрение стандартов, действующих в странах-партнерах, как в рамках процесса региональной интеграции, так и в результате принятия решений в бизнес-сфере.
Стандартизация представляет собой процесс разработки утвержденных на международном уровне форматов практик и процедур, информации и документов. Затем стандарты применяются для унификации и, в конечном итоге, для гармонизации практик и методов.

## Международные инструменты в сфере упрощения процедур торговли
Правовую основу упрощения процедур торговли составляет Соглашение ВТО об упрощении процедур торговли.
Соглашение Всемирной торговой организации об упрощении процедур торговли вступило в силу 22 февраля 2017 года, после того как две трети членов ВТО завершили свой внутренний процесс ратификации.
Основные рекомендации ЕЭК ООН и стандарты СЕФАКТ ООН, имеющие отношение к упрощению процедур торговли:
Рекомендация ЕЭК ООН № 1 о формуляре образце Организации Объединенных Наций;
Пересмотренная рекомендация ЕЭК ООН № 4 о национальных органах по упрощению процедур торговли;
Рекомендация ЕЭК ООН № 18 о  мерах  по  упрощению  процедур международной торговли;
Рекомендация ЕЭК ООН № 33–36 по «единому окну»;
Рекомендация ЕЭК ООН № 40 о подходах к консультациям;
Стандарты СЕФАКТ ООН, которые могут содействовать осуществлению, такие как  Библиотека  ключевых  компонентов  (БКК  ООН).
Правила Организации Объединенных Наций для электронного обмена данными в управлении, торговле и на транспорте (ЭДИФАКТ ООН);
Перечни кодов и различные стандарты требований  ведения  деловых  операций  (СТДО)  и  схемы  спецификации требований (ССТ).